# Plebejus anticoradiata
Plebejus anticoradiata är en fjärilsart som beskrevs av Tutt 1909. Plebejus anticoradiata ingår i släktet Plebejus och familjen juvelvingar. Inga underarter finns listade i Catalogue of Life.